# Michael Neil Forster
Michael Neil Forster (* 9. Dezember 1957) ist ein britischer Philosoph.
Forster besuchte 1969 bis 1977 die Lancaster Royal Grammar School in England. Er studierte ab 1977 in Oxford (Magdalen College, Bachelor-Abschluss 1980) und ab 1980 an der Princeton University, an der er 1983 seinen Master-Abschluss in Philosophie erhielt und 1987 promoviert wurde mit einer Dissertation über Hegels Interpretation des Skeptizismus. Er studierte auch 1984/85 an der Universität Heidelberg. 1985 wurde er Assistant Professor an der University of Chicago, an der er 1990 Associate Professor und 1994 Professor wurde. 1994 bis 2000 stand er der Abteilung Philosophie vor. 2008 wurde er Glen A. Lloyd Distinguished Service Professor. 2013 trat er eine Humboldt-Professur an der Universität Bonn an. Er ist am Lehrstuhl für theoretische Philosophie und Ko-Direktor des Internationalen Zentrums für Philosophie. Doziert zurzeit an der Rheinischen Friedrich-Wilhelms-Universität Bonn.
Er befasst sich mit Philosophie des deutschen Idealismus (besonders Hegel und Kant) und antiker Philosophie, Hermeneutik (Herder, Schleiermacher, Schlegel, Dilthey, Gadamer), Epistemologie (besonders Skeptizismus) und Sprachphilosophie, wo er insbesondere Brücken zwischen der romantischen Sprachphilosophie Herders und moderner analytischer Sprachphilosophie im angelsächsischen Raum schlug.
Neben der britischen, hat er die US-amerikanische und die irische Staatsbürgerschaft.

## Schriften (Auswahl)
- Herder's Philosophy, Oxford University Press, 2018
- German Philosophy of Language: From Schlegel to Hegel and Beyond, Oxford University Press 2011
- After Herder: Philosophy of Language in the German Tradition, Oxford University Press, 2010
- Kant and Skepticism, Princeton University Press, 2008
- Wittgenstein on the Arbitrariness of Grammar, Princeton University Press, 2004
- Herder: Philosophical Writings, Cambridge University Press, 2002
- Hegel’s Idea of a Phenomenology of Spirit, University of Chicago Press, 1998
- Hegel and Skepticism, Harvard University Press, 1989